# Dalbergia falcata
Dalbergia falcata är en ärtväxtart som beskrevs av David Prain. Dalbergia falcata ingår i släktet Dalbergia, och familjen ärtväxter. Inga underarter finns listade i Catalogue of Life.